# USS Bismarck Sea (CVE-95)
La USS Bismarck Sea (CVE-95) era una portaerei di scorta della classe Casablanca. Fu varata il 17 aprile 1944 da M. C. Wallgrenn, moglie del senatore Monrad Wallgren, col nome di Akula Bay. Fu rinominata Bismarck Sea il 16 maggio. Il 20 maggio fu trasferita alla United States Navy ed entrò in servizio sotto al comando del capitano J. L. Pratt.

## Storia
Durante i mesi di luglio e agosto 1944, la Bismarck Sea fece da scorta ai convogli che percorrevano la rotta tra San Diego, in California, e le Isole Marshall. Dopo una sosta a San Diego per subire alcune riparazioni ed effettuare nuove esercitazioni, fece rotta verso Ulithi, nelle Isole Caroline, dove si unì alla Seventh Fleet sotto al comando dell'ammiraglio Thomas C. Kinkaid. Tra il 14 e il 23 novembre 1944 fornì supporto aereo alle truppe statunitensi impegnate nella battaglia di Leyte. In seguito, dal 9 al 18 gennaio 1945 prese parte all'invasione del Golfo di Lingayen.

### L'affondamento

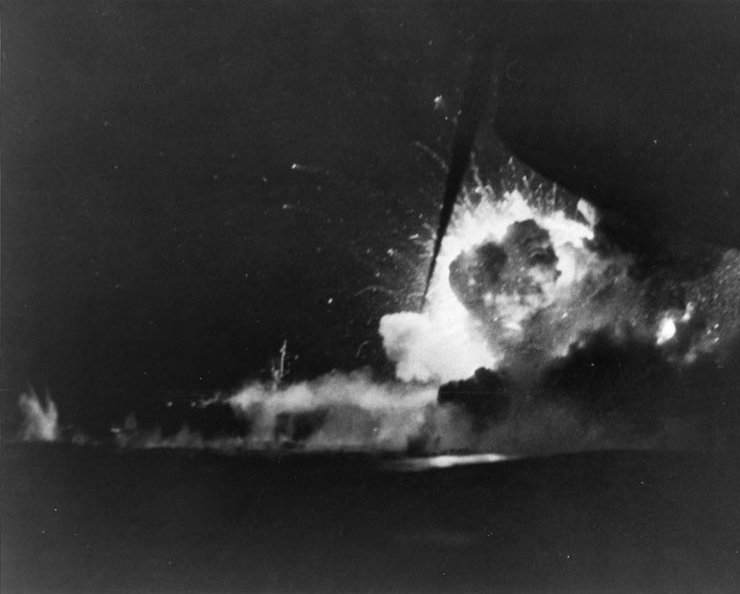
Un kamikaze colpisce la Bismarck Sea esplodendo all'impatto, notte tra il 21 e il 22 febbraio 1945

Il 16 febbraio arrivò ad Iwo Jima per supportare le operazioni di sbarco. Il 21 febbraio, nonostante il fitto fuoco contraereo, due aerei kamikaze riuscirono a colpire la Bismark Sea. Il primo colpì la portaerei sul lato di dritta, sotto le batterie da 40 mm di poppa, penetrando poi attraverso il ponte dell'hangar e schiantandosi infine dentro al magazzino, causando un vasto incendio.
Le fiamme erano ormai sotto controllo, quando un secondo kamikaze si gettò contro la portaerei. L'aereo colpì la tromba dell'ascensore di poppa, esplodendo all'impatto e distruggendo il vicino sistema che prelevava e distribuiva l'acqua marina all'impianto antincendio della nave, rendendo impossibile ogni altro tentativo di contenimento del fuoco. Poco dopo, fu dato l'ordine di abbandonare la nave. Nell'affondamento della Bismarck Sea persero la vita 318 membri dell'equipaggio. Fu l'ultima portaerei statunitense a venire affondata durante la seconda guerra mondiale.
Le operazioni di salvataggio, che durarono per 12 ore, furono guidate dalla Edmonds, che da sola riuscì a portare in salvo 378 uomini tra cui il comandante della nave. Questo nonostante il buio, il mare mosso e i continui attacchi aerei. Trenta membri dell'equipaggio della Edmonds si gettarono in mare per recuperare i loro compagni feriti.
Alle operazioni presero parte, oltre alla Edmonds, altri due cacciatorpediniere e tre cacciatorpediniere di scorta. Complessivamente vennero portati in salvo 605 dei 923 componenti dell'equipaggio. I sopravvissuti della Bismarck Sea furono trasferiti a bordo della Dickens e della Highlands.

## Onorificenze
La Bismarck Sea ricevette tre Battle star per il servizio reso nella seconda guerra mondiale.